# Distretto di Yawan
Il distretto di Yawan è un distretto dell'Afghanistan appartenente alla provincia di Badakhshan. Viene stimata una popolazione di 16 344 abitanti (stima 2016-17).